# بنيامين جيروم
بنيامين جيروم وهو الحاكم الخامس لولاية هاواي الأمريكية ولد بنيامين جيروم في 14 تشرين الثاني/نوفمبر من سنة 1939 في مدينة هونولولو عاصمة ولاية هاواي وهو ينتمي إلى الحزب الديمقراطي الأمريكي تخرج بنيامين جيروم من جامعة كاليفورنيا سنة 1968 حيث تخصص في العلوم السياسية والثانوية في التاريخ الأميركي وفي عام 1971 حصل بنيامين جيروم على درجة الدكتوراه من كلية الحقوق في لويولا أصبح بنيامين جيروم حاكما لولاية هاواي ما بين عامي 1994 وعام 2002